# St. Kasimir (Seelenberg)

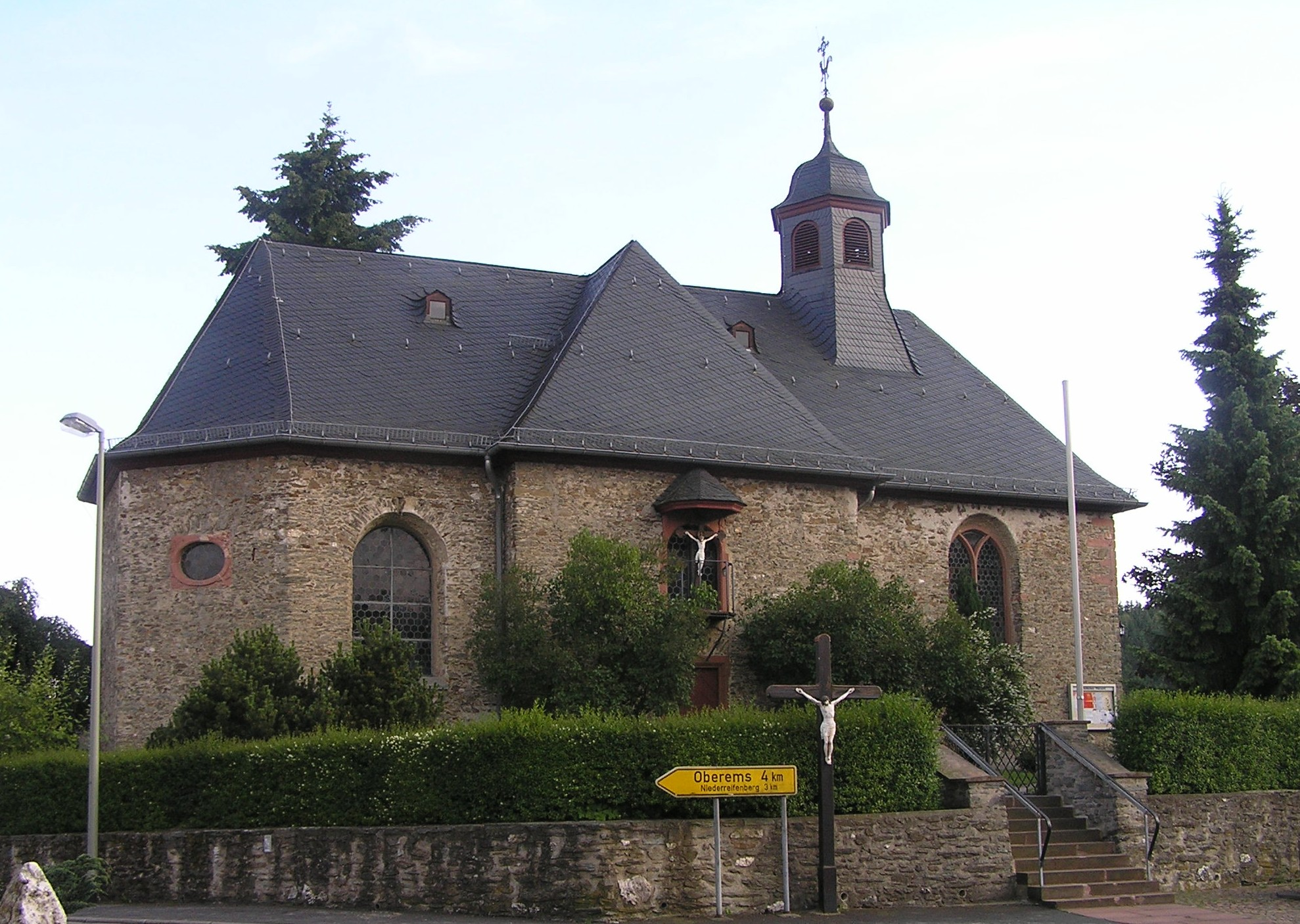
St. Kasimir (Seelenberg)

Die Kirche St. Kasimir ist eine katholische Kirche in Seelenberg, einem Ortsteil von Schmitten im Taunus. Sie ist Sitz der gleichnamigen Pfarrgemeinde im pastoralen Raum Usinger Land/Schmitten. Die Kirche steht unter Denkmalschutz.

## Geschichte
1272 ist die Schenkung einer Kapelle in Seelenberg durch Eppstein an das Kloster Retters urkundlich belegt. Spätere Ausgrabungsarbeiten legten die Fundamente von zwei ehemaligen St. Otmar-Kapellen frei.
Der Mainzer Domherr Graf Casimir Ferdinand Waldbott von Bassenheim ließ die Heilig-Blut-Kirche errichten. Die Konsekration der Kirche erfolgte am 5. Oktober 1711 durch den Mainzer Weihbischof Johann Edmund Gedult von Jungenfeld. Später erfolgte die Umwidmung zur St. Casimir-Kirche.
Im Jahr 1874 erhielt die Kirche eine Orgel mit elf Registern. Die Orgel wurde vom Igstadter Orgelbaumeister Christian Friedrich Voigt gebaut. Die Orgel wurde zuletzt 1998 überholt.
1950 erhielt die Kirche zwei neue Glocken.
Seit Jahrhunderten ist das Walldürner Kreuz Ziel von Wallfahrten. Heute beschränken sich die Pilgerreisen auf das nahe Feldberggebiet. Über dem Kirchenportal ist das Wappen der Familie Bassenheim dargestellt.
1953 erfolgte der Bau des Pfarrhauses. Seit 1946 war Josef Putzer Vikar in Seelenberg.